# .pn
.pn е интернет домейн от първо ниво за Питкерн. Представен е през 1997. Поддържа се и се администрира от Островна администрация Питкерн.
Домейна от първо ниво е обект на спор през 2000 г. между островитянина Том Крисчън, който има задачата за управлява домейна от ICANN и правителство на острово, който проблем е разрешен чрез прехвърляне на управлението на домейна към съвета на острова.